# Шосе Банепа-Бардібас H06

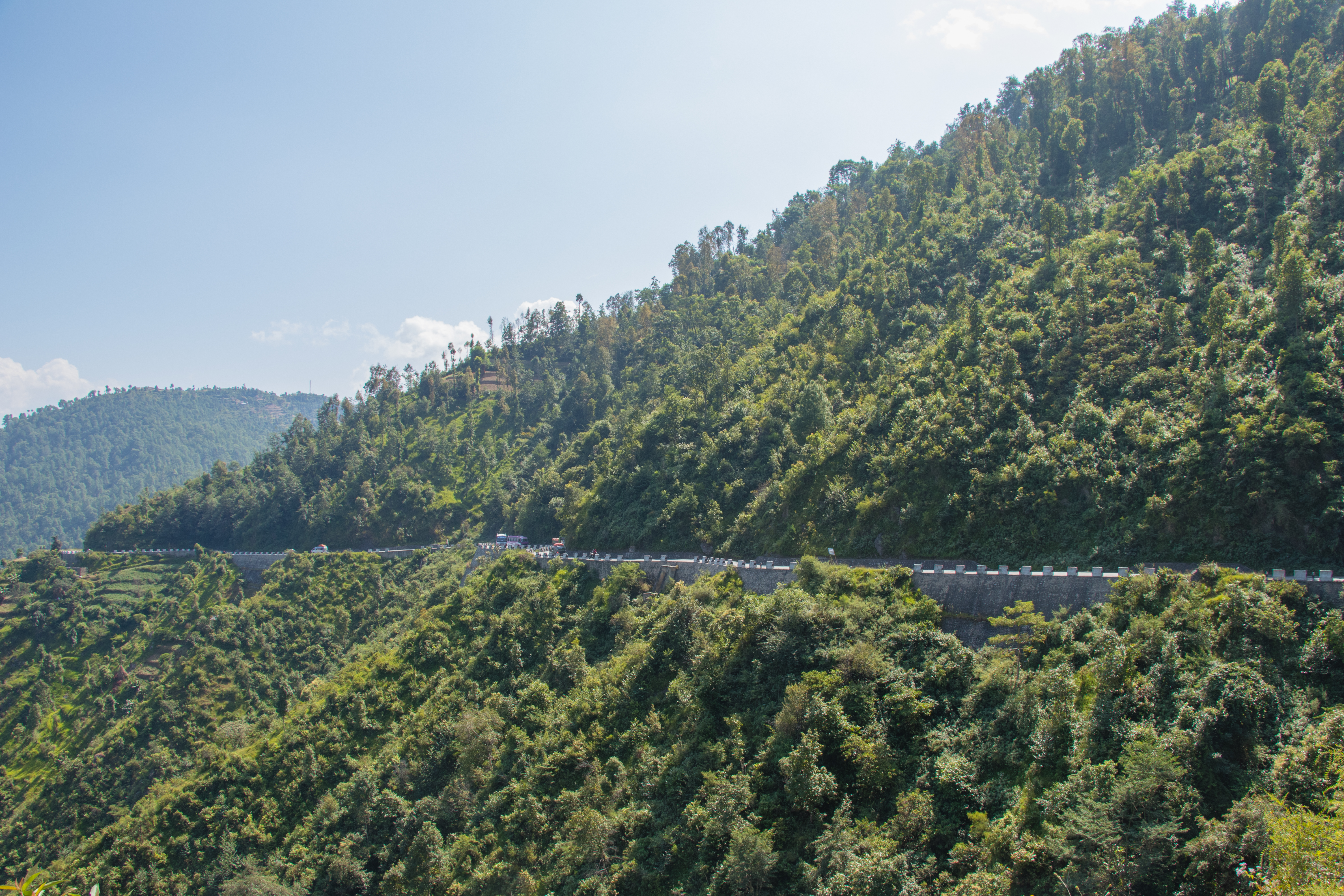
Шосе ВР

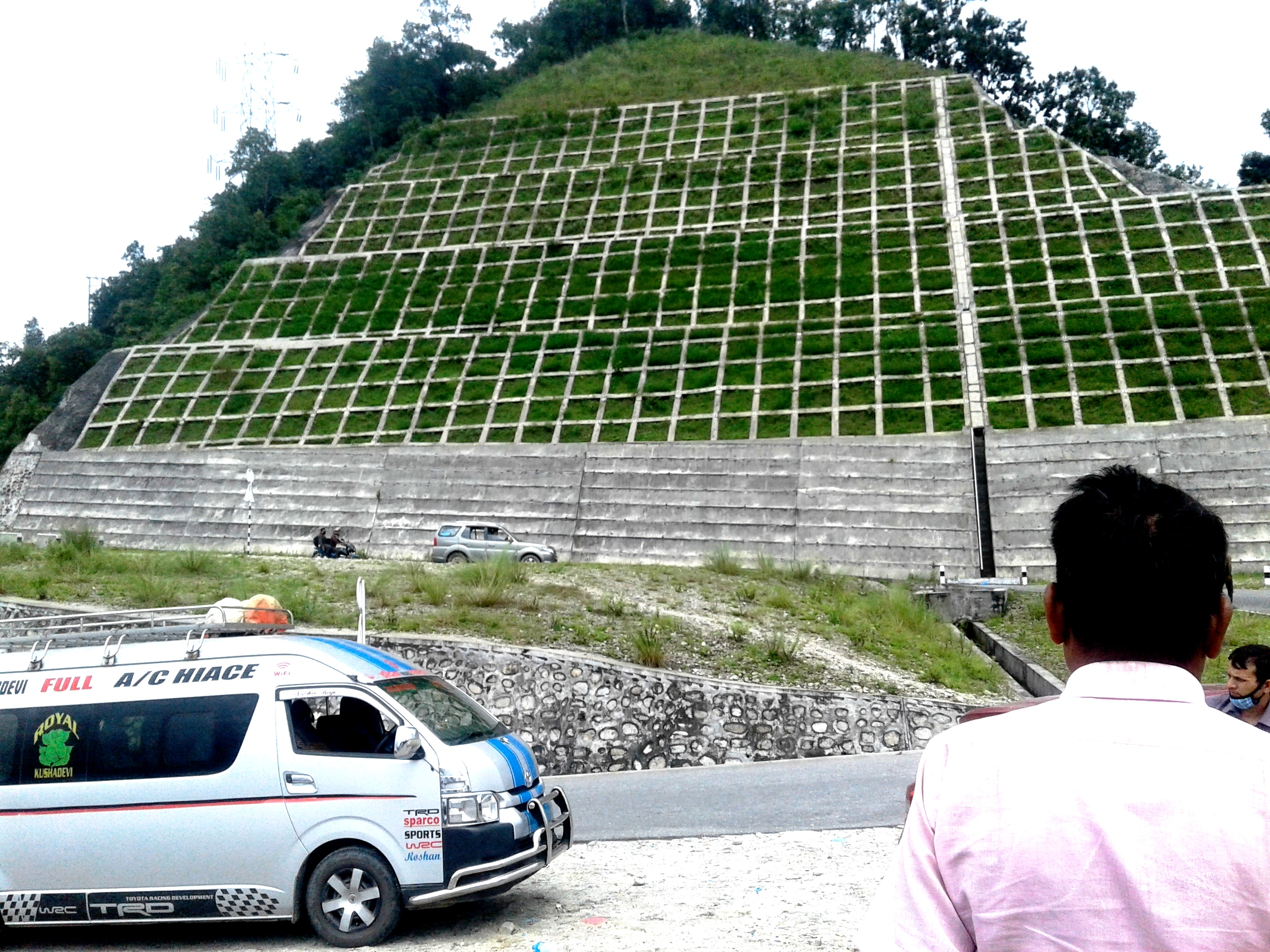
Шосе ВР

Шосе BP, також відоме як шосе Банепа-Бардібас, — шосе в східному Непалі. З'єднує долину Катманду з регіоном Східний Тераї. Воно назване на честь колишнього лідера Непалу Вішвешвара Прасад Койрали. Це шосе є найкоротшим сполученням між долиною Катманду та регіоном Тераї в Непалі. Будівництво шосе розпочалося в 1996 році, і після того, як виникли різні проблеми з матеріалами, робочою силою та бюджетом, дорога була нарешті завершена та передана уряду Непалу 3 липня 2015 року.

## Історія
Будівництво дороги Банепа Сіндхулі Бардібас почалося в листопаді 1996 року за грантової допомоги уряду Японії. Шосе було передано послом Японії в Непалі паном Масаші Огавою тодішньому прем'єр-міністру Непалу пану Сушілу Койралі. Койрала урочисто відкрив шосе під час церемонії, що відбулася в Дуліхелі, Кавре.

## Вартість проекту
Загальна вартість проекту від початку до завершення становила NPR. 21,5 мільярда (26 мільярдів єн).

## Фази проекту
• Ділянка I Бардібас - Сіндхулібазар (37 км)
• Ділянка II Сіндхулібазар - Хуркот (39 км)
• Ділянка III Куркот - Ділянка Непалток (32 км)
• Ділянка IV Ділянка Непалток - Дулікель (50 км)

## Галерея

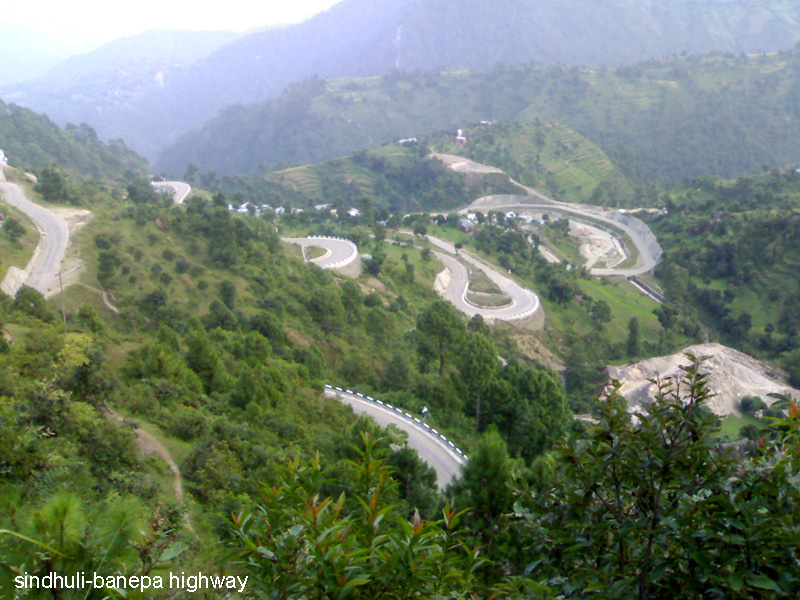
Ділянка шосе Банепа-Сіндхулі-Бардібас Банепа-Непалток
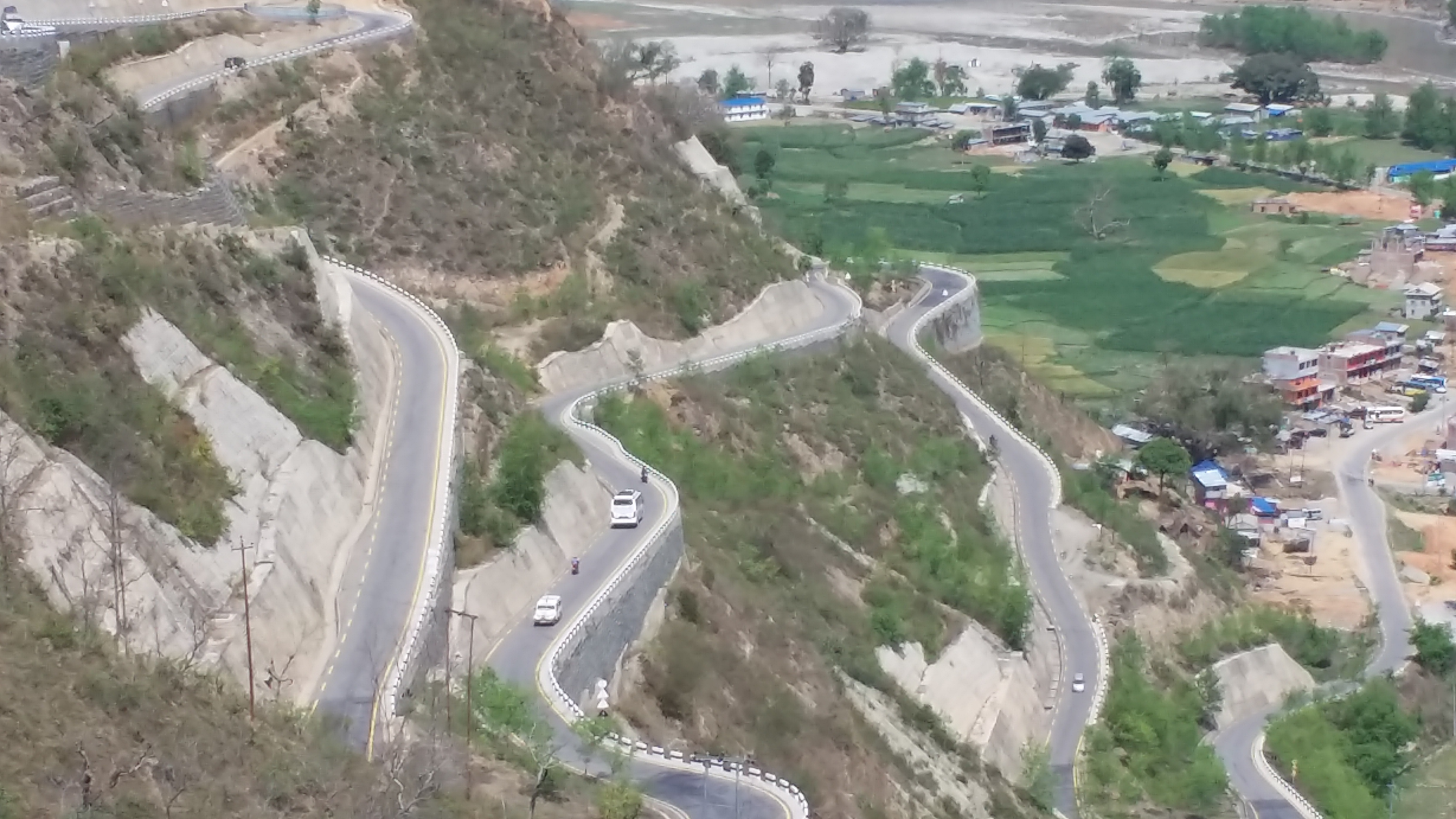
Шосе BP на ділянці Бардібас-Сіндхулібазар
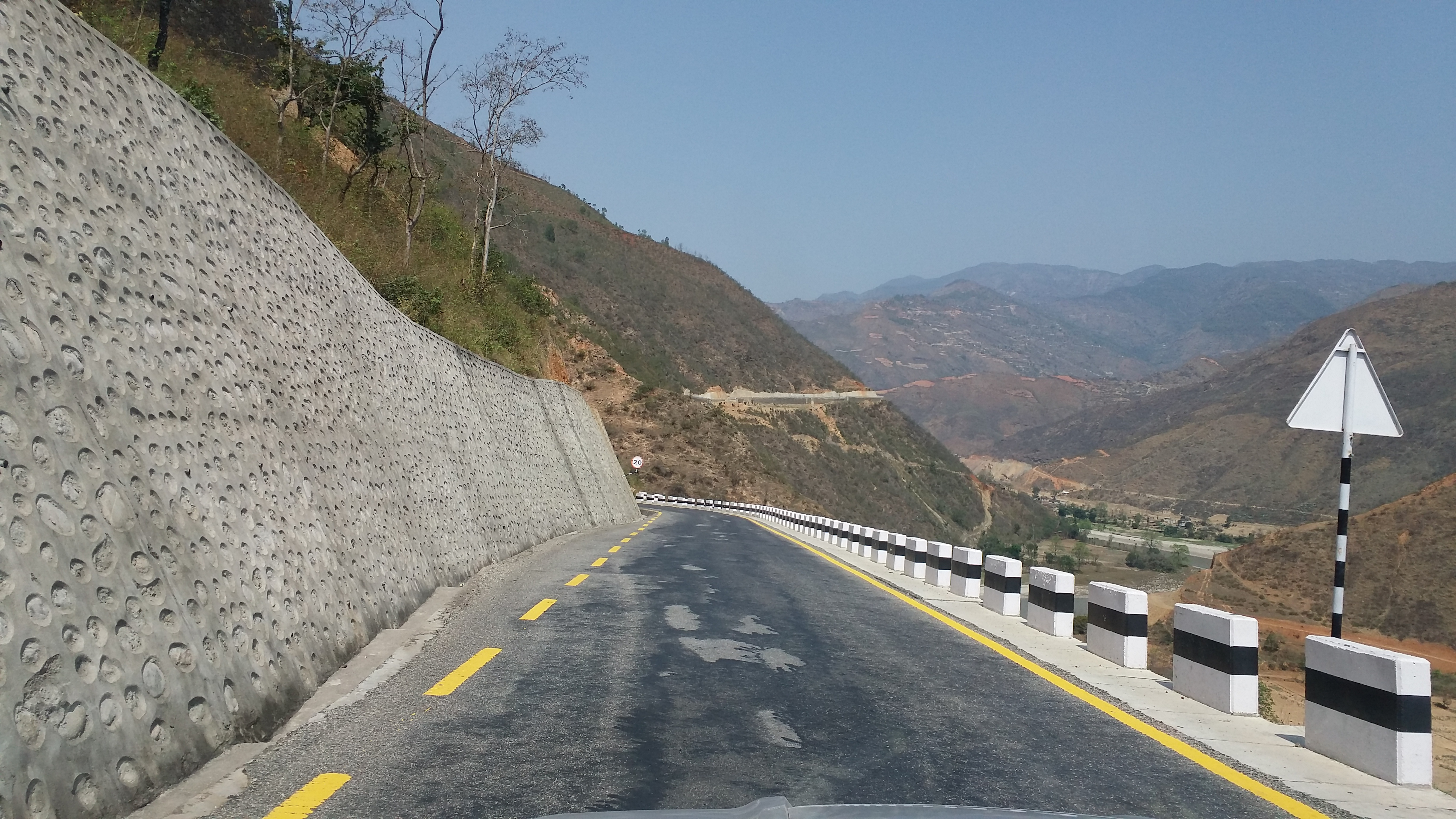
Шосе BP на ділянці Бардібас-Сіндхулібазар
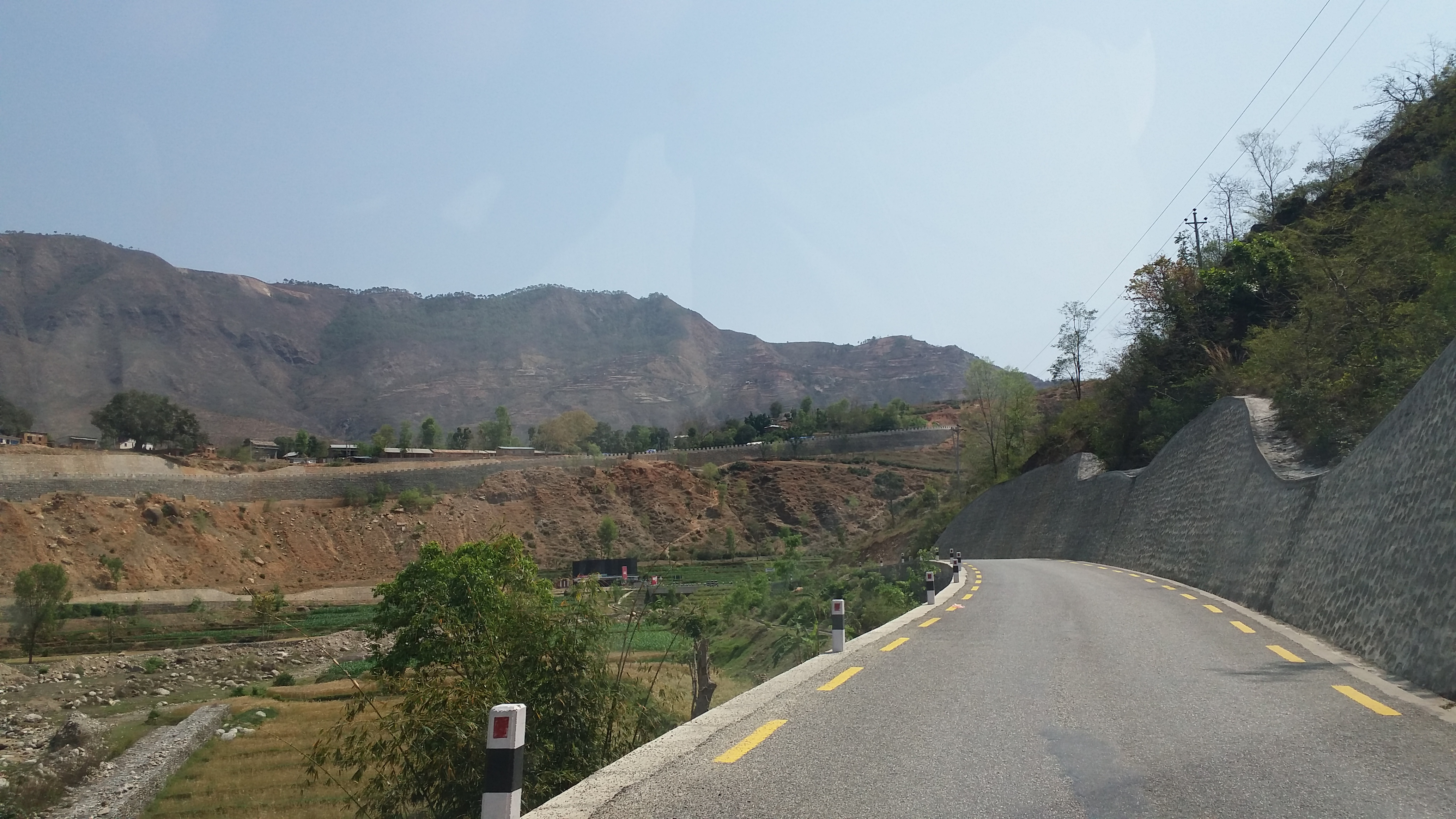
Шосе BP на ділянці Бардібас-Сіндхулібазар
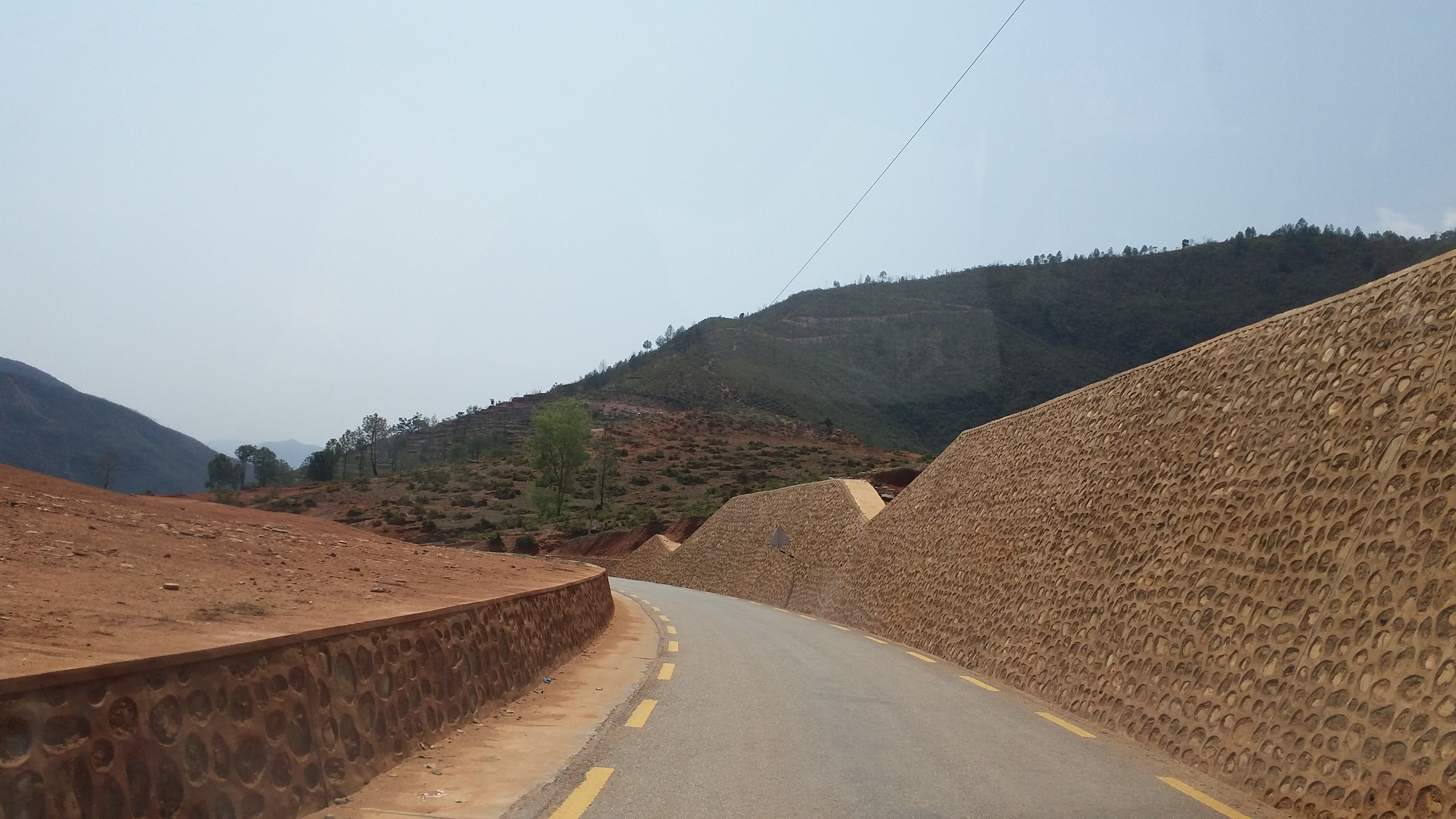
Шосе BP на ділянці Бардібас-Сіндхулібазар
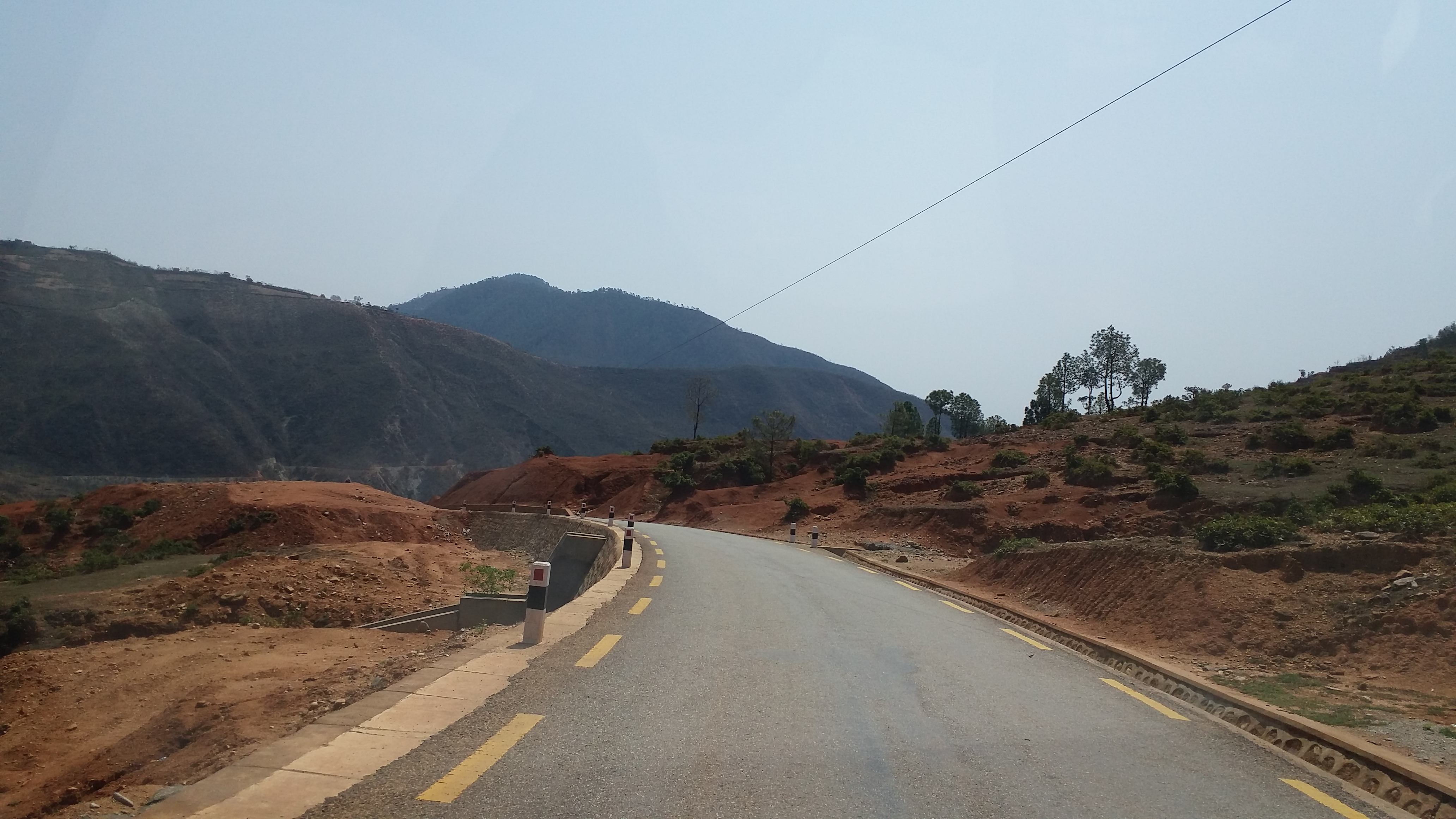
Шосе BP на ділянці Бардібас-Сіндхулібазар